# مند بالا
مند بالا روستایی در دهستان چاه علی بخش جلگه چاه هاشم شهرستان دلگان استان سیستان و بلوچستان ایران است.

## جمعیت
بر پایه سرشماری عمومی نفوس و مسکن در سال ۱۳۹۵ جمعیت این روستا ۱٬۱۱۹ نفر (۲۸۸خانوار) بوده‌است.